# Pokémon: The First Movie
Pokémon: The First Movie: Mewtwo Strikes Back, geralmente referido como Pokémon: The First Movie, originalmente lançado como Pocket Monsters the Movie: Mewtwo Strikes Back! (劇場版ポケットモンスター ミュウツーの逆襲, Gekijōban Poketto Monsutā: Myūtsū no Gyakushū), é um filme de anime de 1998, dirigido por Kunihiko Yuyama, o diretor chefe da série de televisão Pokémon. Foi o primeiro filme da franquia Pokémon.

## História

### Pikachu's Vacation
Ash, Misty e Brock chegam a um local onde seus Pokémon podem brincar livremente enquanto tiram um dia de descanso de sua longa jornada. E como todos os Pokémon do trio principal vão felizes curtir esse dia de férias, Pikachu, Squirtle e Bulbasaur ficam responsáveis por cuidar do pequeno Togepi de Misty sozinhos. Entretanto, a situação fica tensa para Pikachu e seus amigos quando surge um grupo formado por quatro metidos Pokémon, Raichu, Snubbull, Cubone e Marill, que rivalizam imediatamente com o grupo de "babás" do Togepi. Agora, ao mesmo tempo em que cuida de Togepi, Pikachu terá que lidar com a rivalidade de seus amigos e até dele próprio com o grupo de Raichu. O resultado disso tudo é uma enorme confusão que acaba causando a fúria do Meowth da Equipe Rocket e fazendo com que não só Charizard entre pelo cano, literalmente, mas também que os Pokémon aprendam que a melhor diversão não vem da rivalidade e sim da cooperação.

### Mewtwo Strikes Back
Mewtwo Contra-Ataca conta a história de um Pokémon criado por humanos, Mewtwo, que foi clonado a partir de um amostra do pelo do raro Mew. No prólogo, ao ver que foi criado artificialmente, e não naturalmente, Mewtwo revolta-se, explodindo todo o laboratório de pesquisas e matando todos os cientistas que ali estavam. Por helicóptero, um homem chega e convida Mewtwo a descobrir quais são seus verdadeiros poderes, sem revelar que foi ele quem mandou criar Mewtwo. Giovanni treina Mewtwo com um aparato tecnológico que supostamente aumenta seus poderes psíquicos. Descobrindo que a armadura inibe seus poderes, Mewtwo revolta-se novamente, acreditando que os humanos não podem ser de confiança. Fugindo do campo de treinamento, ele retorna a sua ilha e declara ali seu território, onde iniciará sua conquista do mundo.
Alguns meses após o prólogo, Ash Ketchum e seus companheiros estão aproveitando uma pequena folga de sua jornada. Perto do horário de almoço, Ash é desafiado por um treinador. Aceitando o convite, Ash sai vitorioso da batalha, sendo observado por Mewtwo através de uma câmera escondida. Este, envia um Dragonite até o local da batalha, convidando o treinador a participar de um campeonato, com a chance de enfrentar o Treinador Pokémon mais forte do mundo.
Prestes a embarcar para New Island, onde o duelo ocorrerá, uma tempestade se forma impedindo de os treinadores embarcarem, além de que o sumiço da Enfermeira Joy da cidade impede que, caso algum Pokémon se machuque, este possa ser recuperado no Centro Pokémon. Mas a tempestade não impede treinadores de se arriscarem por água ou ar. Ash e seus amigos também decidem atravessar o oceano, pegando carona em um barco com a Equipe Rocket, disfarçada de Vikings. Um tsunami acaba por virar o pequeno barco, jogando todos ao mar, forçando Ash e Misty liberarem seus Pokémon aquáticos para ajudar.
Ash, Brock e Misty chegam à ilha onde ocorrerá o campeonato e são recebidos pela serva do treinador. A Equipe Rocket não tem a mesma sorte. Sem Pokémon de água, eles usam seus Pokémon normais e quase se afogam, chegando com desespero à ilha e infiltrando-se nela. No saguão principal, Ash encontra outros treinadores que conseguiram chegar a New Island, enquanto aguarda a apresentação do anfitrião.
Quando este é apresentado, alguns treinadores ficam inconformados, ao verem que o treinador é também um Pokémon. Mesmo assim, Mewtwo convida os treinadores a enfrentá-lo em uma arena especial. Ao mesmo tempo, a Equipe Rocket explora o subsolo do castelo, encontrando um pequeno laboratório com Venusaur, Charizard e Blastoise em tubos. Jessie e James descobrem que estes são Pokémon clonados e também o último depoimento do criador de Mewtwo. Os clones saem do estado de hibernação, para se juntarem a Mewtwo na arena de batalha. Mew, o misterioso Pokémon que seguiu a Equipe Rocket até a ilha, vai atrás dos clones.
Na arena, Mewtwo usa cada um de seus clones com seus conterrâneos, vencendo as três lutas, livrando-se do uso de sua serva, a Enfermeira Joy, e demandando a entrega de todos os Pokémon dos treinadores, usando Pokébolas especiais. Ash tenta salvar seus Pokémons, em vão, além de impedir que Pikachu seja capturado. Após este ser aprisionado, Ash segue sua Pokébola, caindo em um buraco que leva ao laboratório. Lá, todas as Pokébolas são lidas, identificando o Pokémon capturado e criando um clone automático do mesmo. Ash tenta parar a máquina e destrói ela, mas não impedindo o liberamento de todos os clones.
Com clones de todos os Pokémons dos treinadores ali presentes, Mewtwo inicia seu plano para a destruição do mundo e de toda forma de vida, povoando um novo mundo com seus clones. Ash retorna à arena de batalha com os Pokémons originais, que iniciam uma batalha com os clones. Ash tenta um confronto direto com Mewtwo e é lançado para longe, sendo salvo por Mew. Seu clone, então, decide provar que é muito mais forte que o original, batalhando com ele.
Em uma lute sem sentido e com uma vitória parcial dos clones, Ash fica inconformado ao ver que todos os Pokémon estão lutando, menos seu Pikachu, que está sendo ferido por seu clone, sem contra-atacar. Triste e ao mesmo tempo com raiva, Ash tenta impedir a luta entre Mewtwo e Mew, lançando-se no raio da trajetória dos ataques dos dois Pokémon, que atingem o treinador e o transforma em pedra.
Com a luta interrompida, Pikachu tenta reanimar seu treinador, verificando que este está tecnicamente morto. Ao ver Pikachu inconsolado com a perda, todos os Pokémon, originais e clones, entristecem-se por perceberem o quanto estavam errados em lutar e a consequência dessa luta. As lágrimas de todos os Pokémon devolvem a vida a Ash, clareando a mente de Mewtwo de que nem todos os humanos são maléficos.
Com a consciência leve, Mewtwo e Mew usam seus poderes psíquicos para voarem junto com os clones para um lugar onde eles possam viver em paz. Com seus poderes, os dois também fazem com que os treinadores e seus Pokémon sejam teletransportados de volta ao ponto de embarque e esquecendo-se do ocorrido. Assim, Ash e seus amigos refletem sobre o que pode ter ocorrido, tendo a visão de Mew no horizonte.

## Trilha sonora
Pokémon: The First Movie é a trilha sonora do primeiro filme de Pokémon lançada nos Estados Unidos em 10 de novembro de 1999. Mais tarde, foi lançado o álbum Pokémon: The First Movie Original Motion Picture Score.

## Elenco de dublagem
A dublagem brasileira do filme foi feita em 2000 pela Delart
| Personagem            | Dobragem original  | Dobragem americano | Dobragem português (PT) | Dublagem brasileira (BR) |
| --------------------- | ------------------ | ------------------ | ----------------------- | ------------------------ |
| Satoshi (Ash Ketchum) | Rica Matsumoto     | Veronica Taylor    | Maria João Luís         | Fábio Lucindo            |
| Pikachu               | Ikue Ōtani         | Ikue Ōtani         | Ikue Ōtani              | Ikue Ōtani               |
| Kasumi (Misty)        | Mayumi Iizuka      | Rachael Lillis     | Helena Montez           | Márcia Regina            |
| Takeshi (Brock)       | Yūji Ueda          | Eric Stuart        | Peter Michael           | Alfredo Rollo            |
| Mewtwo                | Masachika Ichimura | Phillip Bartlett   | Carlos Freixo           | Guilherme Briggs         |
| Mew                   | Kōichi Yamadera    | Kōichi Yamadera    | Kōichi Yamadera         | Kōichi Yamadera          |
| Musashi (Jessie)      | Megumi Hayashibara | Rachael Lillis     | Teresa Madruga          | Isabel de Sá             |
| Kojirō (James)        | Shinichirō Miki    | Eric Stuart        | Peter Michael           | Márcio Araújo            |
| Meowth                | Inuko Inuyama      | Maddie Blaustein   | Rui Luís Brás           | Armando Tiraboschi       |
| Sakaki (Giovanni)     | Hirotaka Suzuoki   | Ted Lewis          | Rui Luís Brás           | Luiz Feier Motta         |

## Lançamento

### Lançamento nos Cinemas
Pokémon: O Filme - Mewtwo Contra-Ataca foi exibido pela 1ª vez nos cinemas no dia 18 de julho de 1998 no Japão pela distribuição da Toho. No ano seguinte, o filme foi exibido nos Estados Unidos no dia 10 de novembro de 1999, de acordo com o licenciamento da 4Kids Entertainment e da Kids' WB. No Brasil, o filme foi exibido no dia 7 de janeiro de 2000 e em Portugal no dia 19 de março de 2000.

#### Lançamentos Internacionais
| País            | Data de lançamento                                                   |
| --------------- | -------------------------------------------------------------------- |
| Japão           | 18 de Julho de 1998                                                  |
| Estados Unidos  | 6 de Novembro de 1999 (pré-estréia)                                  |
| Estados Unidos  | 10 de Novembro de 1999                                               |
| Canadá          | 10 de Novembro de 1999                                               |
| Venezuela       | 15 de Dezembro de 1999                                               |
| Austrália       | 16 de Dezembro de 1999                                               |
| Nova Zelândia   | 16 de Dezembro de 1999                                               |
| Porto Rico      | 16 de Dezembro de 1999                                               |
| Argentina       | 23 de Dezembro de 1999                                               |
| Peru            | 25 de Dezembro de 1999                                               |
| Brasil          | 31 de Dezembro de 1999 (pré-estréia)                                 |
| Brasil          | 7 de Janeiro de 2000                                                 |
| Hong Kong       | 3 de Fevereiro de 2000                                               |
| Taiwan          | 3 de Fevereiro de 2000                                               |
| Portugal        | 19 de Março de 2000                                                  |
| França          | 5 de Abril de 2000                                                   |
| Finlândia       | 8 de Abril de 2000                                                   |
| Suíça           | 13 de Abril de 2000                                                  |
| Alemanha        | 13 de Abril de 2000                                                  |
| Israel          | 13 de Abril de 2000                                                  |
| Dinamarca       | 14 de Abril de 2000                                                  |
| Espanha         | 14 de Abril de 2000                                                  |
| Finlândia       | 14 de Abril de 2000                                                  |
| Reino Unido     | 14 de Abril de 2000                                                  |
| Irlanda         | 14 de Abril de 2000                                                  |
| Noruega         | 14 de Abril de 2000                                                  |
| Suécia          | 14 de Abril de 2000                                                  |
| Itália          | 20 de Abril de 2000                                                  |
| Países Baixos   | 20 de Abril de 2000                                                  |
| Grécia          | 21 de Abril de 2000                                                  |
| Turquia         | 9 de Junho de 2000                                                   |
| Kuwait          | 21 de Junho de 2000                                                  |
| Islândia        | 21 de Julho de 2000                                                  |
| México          | 4 de Agosto de 2000                                                  |
| Hungria         | 9 de Novembro de 2000                                                |
| Coreia do Sul   | 23 de Dezembro de 2000                                               |
| Polónia         | 9 de Fevereiro de 2001                                               |
| República Checa | 1º de Março de 2001                                                  |
| Rússia          | 24 de Outubro de 2001                                                |
| Estados Unidos  | 26 de Fevereiro de 2017 (Festival de Filmes Japoneses de Cansas)     |
| Japão           | 1º de novembro de 2020 (Festival de Filmes Internacionais de Tóquio) |

### Exibição na TV
Em 8 de julho de 1999, o filme foi exibido na televisão japonesa na TV Tokyo e foi reanimado com animações gráficas em 3D/CGI.

### Lançamento em Home Video
Após a exibição nos cinemas, Pokémon: O Filme - Mewtwo Contra-Ataca foi lançado no Japão em VHS no dia 12 de fevereiro de 1999, também foi lançado em DVD no dia 23 de junho de 2000. Nos Estados Unidos, foi lançado em VHS e DVD no dia 21 de março de 2000, no Brasil e em Portugal no mesmo ano pela distribuição da Warner Home Video. 
Após os anos seguintes, foi relançado em DVD no dia 21 de setembro de 2007 no Japão, fazendo parte da coleção Pikachu the Movie Box 1998-2002. Nos Estados Unidos, foi relançado em DVD no dia 7 de abril de 2009 pela Warner Home Video, fazendo parte da coleção Pokémon: The First Three Movies. Em 28 de novembro de 2012, o filme foi remasterizado digitalmente e lançado pela 1ª vez em Blu-ray, fazendo parte da coleção Pikachu the Movie Premium Box 1998-2010. Nos Estados Unidos, foi relançado em DVD e lançado em Blu-ray no dia 2 de fevereiro de 2016 pela Viz Media, fazendo parte da coleção Pokémon: The Movies 1-3 Collection, depois foi relançado em 2 de outubro de 2018 em formato padrão. Em 2017, está disponível em formato digital no Brasil pela iTunes e pelo Google Play.